# Frankfurt-Sossenheim
Sossenheim ist seit dem 1. April 1928 ein Stadtteil von Frankfurt am Main.

## Lage

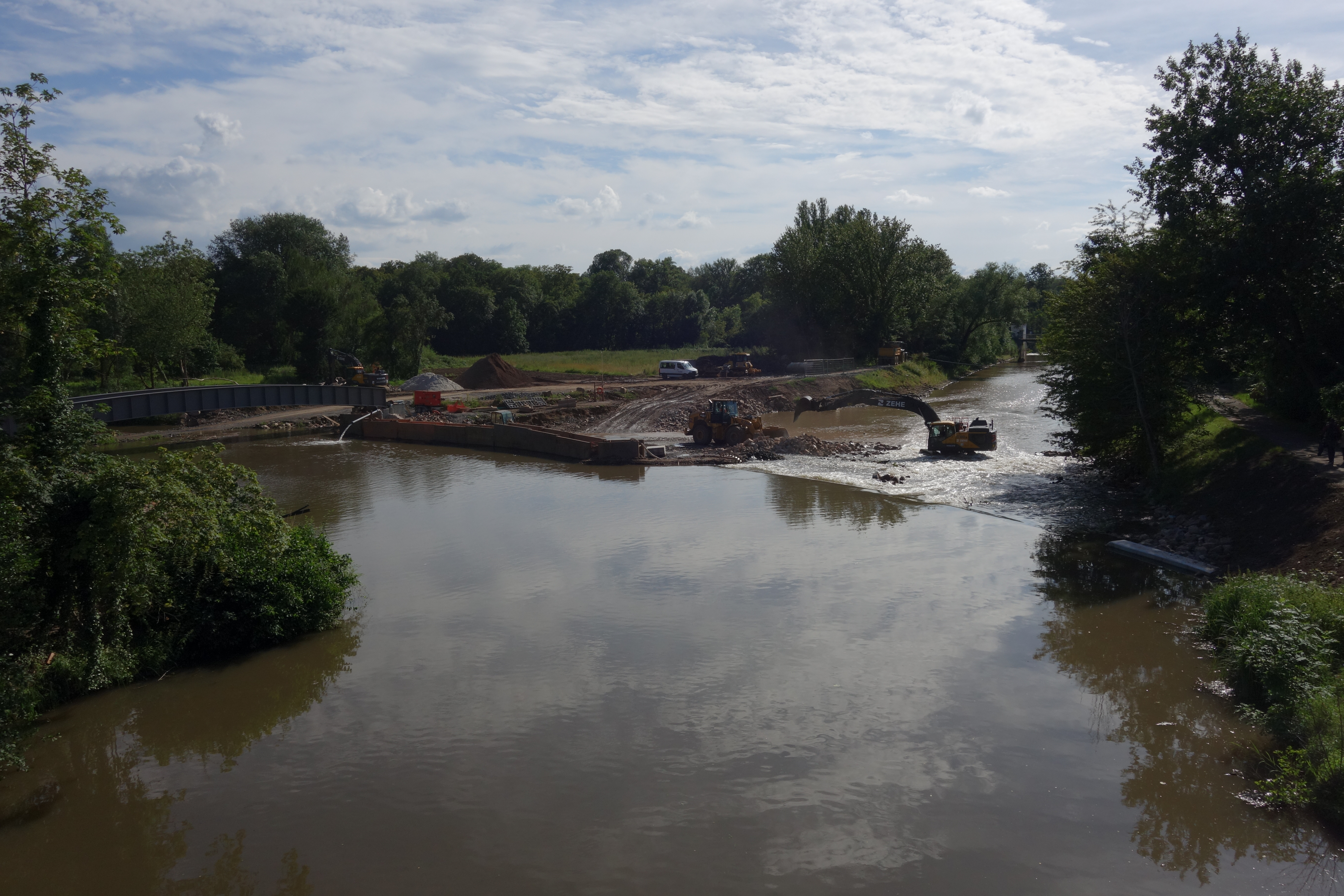
Renaturierungsarbeiten an der Nidda beim Sossenheimer Wehr (im Hintergrund erkennbar, inzwischen abgerissen) nahe dem Westkreuz Frankfurt im Sommer 2024. Das rechte Ufer gehört zu Sossenheim, das linke zu Nied.

Der Stadtteil liegt im Nordosten des Ortsbezirks Frankfurt-West und bildet einen Teil der Nordwest-Grenze der Stadt Frankfurt am Main. Die anliegenden Stadtteile und Gemeinden sind im Westen Unterliederbach und Höchst, im Norden Eschborn, Schwalbach am Taunus und Sulzbach (Taunus), im Osten Rödelheim und im Süden Griesheim und Nied. Bei den beiden Letztgenannten markiert der Fluss Nidda die Grenze. Im Westen wird ein großer Teilteil der Grenze durch den Verlauf des Sulzbachs definiert, im Nordwesten durch die Autobahn A 66 sowie im Osten durch die A 5. 
Das Sossenheimer Unterfeld, das einen großen Teil Sossenheims ausmacht, zählt zum Frankfurter Grüngürtel.
Die östlich gelegene Frankfurter Innenstadt (Hauptwache) ist etwa 6,2 km entfernt.

## Geschichte
Eine große Siedlung der Linienbandkeramik vor 7.000 Jahren ist in Sossenheim 2012 vom Denkmalamt an der Westerbachstraße 131 und 151 gefunden worden: Langhaussiedlung mit 4 Hausgrundrissen, Grabstätte mit Leichenbrand, Töpferware; Karl Wurm, Die vorgeschichtlichen Funde und Geländedenkmäler des Main-Taunus-Kreises und der westlichen Frankfurter Vororte 1975 Weitere Steinzeitfunde sind vom Archäologen Georg Wolff in der Ziegelei Kunz & Söhne Westerbachstraße nachgewiesen und 1931/1934 zwei 2,5 m lange Mammutzähne in der Gemarkung Am Leisrain/Kurmainzerstraße in der ehemaligen Ziegelei Noss sind vom Oberpräparator Struntz des Senckenbergmuseums gefunden. Die Römische Besiedelung dokumentieren 13 Münzfunde und ein römisches Gräberfeld fand der Leiter des Museums für Vor- und Frühgeschichte Dr Karl Woelcke 1938 beim Bahnhof Sossenheim der Bahnlinie RB 11.
Sossenheim wird erst im Jahre 1150 und dann als Rittersitz des Ritter Waltherus von Sossenheim 1213 urkundlich erwähnt sowie in weiteren über 33 Urkunden, wobei man vermutet, dass es wesentlich älter ist, denn sein vermutlicher Gründer, ein Franke namens „Suzo“, hatte sich bereits um 600 n. Chr. hier zwischen Mainz und Frankfurt angesiedelt, und andere fränkische Dörfer im Umkreis, deren Namen ebenfalls auf -heim enden, werden bereits in der 2. Hälfte des 8. Jahrhunderts im Lorscher Codex genannt. So wurde aus dem Heim des „Suzo“ erst Suzoheim und später Sossenheim. Das älteste Bauwerk Sossenheims ist der um 1300 errichtete gotische Kirchturm mit verschiefertem Glockengeschoss von 1926 unter Spitzhelm; im Erdgeschoss ist ein kuppelartiges Gratgewölbe, heute Taufkapelle. Der 24 m hohe Turm hat ein Turmdach mit 4 Fenstern und auf seiner Spitze Knauf, Kreuz und Wetterhahn. Die 800-Jahr-Feier Sossenheim geht auf eine Urkunde zurück, in der Sossenheim und die spätere Wüstung Breitenloch erwähnt sind.
Nördlich von Sossenheim führt die von Frankfurt-Praunheim kommende Militärstraße vorbei (s. Elisabethenstraße), und es bestehen auch Spuren römischer Besiedlung und römische Ziegeleien aus der Gegend um Sossenheim in Nied den Vordertaunus und die Wetterau mit Baumaterial versorgten.
Das mittelalterliche Sossenheim war geprägt durch bäuerliches Leben, wobei hier als Grundherren die Erzbischöfe und Kurfürsten von Mainz herrschten, wovon die nach Höchst führende Kurmainzer Straße zeugt. Lange Zeit gehörte Sossenheim den Grundherren derer von Cronberg, den Herren von Falkenstein, dem Erzstift Trier und auch der Frankfurter Bürgerschaft. Die mittelalterlichen Grund- und Territorialherrenmarkierten ihren Sossenheimer Besitz mit Grenzsteinen, wovon 4 gewappnete Steine als Flurdenkmale von 1605, 1678, 1735 und 1740 bekannt sind.
In Kriegs- und Notzeiten fanden die Landbewohner in der nahen Reichsstadt Frankfurt Schutz. Allerdings war dieses „Burgrecht“ für die Sossenheimer nicht umsonst. Die Bewohner mussten dafür jährlich eine Zahlung leisten und mithelfen, die Stadtbefestigung mit Hacke und Schaufel auszubessern. 1438 wurde der Vertrag mit Frankfurt beendet, und sie begaben sich unter den Schutz von Höchst.
Im Dreißigjährigen Krieg wurde bei der Schlacht bei Höchst, die eigentlich nicht auf dem Gebiet von Höchst, sondern in und um Sossenheim stattfand, am 19. Juni 1622 das katholische Sossenheim völlig zerstört und verwüstet. Christian von Braunschweig hatte das Dorf Sossenheim und 11 kurmainzische Dörfer geplündert und niedergebrannt, weshalb der Mainzer Kurfürst den Kaiser Ferdinand II um Hilfe bat. Der schickte seine Armee vom Winterlager Würzburg in 12 Tagen Eilmarsch mit 18 Kanonen. Herzog Christian hatte sich mit seinen Truppen und nur 3 Kanonen westlich von Sossenheim verschanzt, wo heute noch der Straßenname „Auf der Schanz“ erinnert. Graf Tilly, als Kriegsgegner Christians, rückte mit seinen Truppen von Frankfurt an, ließ Sossenheim und die feindlichen Truppen mit Kanonen beschießen und entschied schlussendlich die Schlacht für sich. 2013 und 2015 fand das Denkmalamt Frankfurt in der Wiesengeldstraße 84 Musketenkugeln 6 Kartätscheneisenkugeln und 4 Armbrustbolzen, die auf einen Teil des Sossenheimer Schlachtfeldes hinweisen.
Zählte Sossenheim 1609 noch 64 Familien mit 320 Einwohnern, so waren es 1652 nur noch 27 Familien, davon 19 alte und 8 neue darunter einige eingeheiratete Franzosen 1771 gab es 75 Haushalte mit 358 Einwohnern. Davon waren 57 Bauern, 2 Schmiede, 2 Maurer; 1 Müller; 1 Bäcker; 1 Wagner; 1 Schneider; 1 Weber; 1 Krämer; 7 Tagelöhner; 25 Pferde, 246 Ochsen und Kühe sowie 222 Schweine. Historische Karten zeigen 1551 und 1583 zeigen Sossenheim als Straßendorf mit der St. Nikolauskirche (1706 wurde die Kirche dem Kirchenpatron St Michael gewidmet) als Ortsmittelpunkt und der Sossenheimer Mühle (1398–1963) mit Mühlgraben am Sulzbach und der Sossenheimer Bachschmiede.

### Ziegeleien
In der 2. Hälfte des 19. Jahrhunderts entstanden dann 12 Ziegelbrennereien. Das ursprüngliche Bild des Straßendorfs wurde dadurch nachhaltig verändert, da nun Schornsteine der Ringöfen das Stadtbild prägten. Die Arbeiter und Wanderarbeiter wurden in Baracken untergebracht, wo es zu Alkoholkonsum, Schlägereien und Messerstechereien kam. Das führte dazu, dass im Volksmund die Einwohner der umliegenden Dörfer Sossenheim nur noch als Mordheim bezeichneten. In den 1920er-Jahren versiegten die Lehmvorkommen, was nach und nach zur Schließung der Ziegeleien führte.

### Sonstige Firmen
Viele Sossenheimer waren Pendler und arbeiteten in Frankfurter Fabriken z. B. seit 1896 bei Torpedo Rödelheim, seit 1863 Farbwerke Höchst und Elektron Griesheim, seit 1880 bei Adler vormals Kleyer im Gallus, (Dampf-) Maschinenbau J.S. Fries Sachsenhausen. Für diese Pendler erhielt die Gemeinde Sossenheim von Frankfurt, Höchst und Griesheim jährlich seit 1900 einen Zuschuss von über 24.000 Mark zu den Schul-, Armen- und Polizeilasten, wie aus den Magistratsakten der Stadt Frankfurt und jährlichen Berichten der Sossenheimer Zeitung hervorgeht Sieben Familienunternehmen entstanden, die heute in 5. Generation existieren. Über 100 Vereine gab es im Kaiserreich und sie waren ein gemeinsam organisiertes Netz der Selbsthilfe auf lokaler Ebene. In Sossenheim waren 7 Kranken- und Sterbekassen in Vereinsform tätig und die Gemeinde hatte seit 1862 zwei Sparkassen in Vereinsform. Die Sossenheimer engagierten sich ehrenamtlich meist in mehreren Vereinen. Schnell wuchs die Bevölkerung bis 1900 auf weit über 3.000 Einwohner. Seit 1880 hatte Sossenheim frei praktizierende Gemeindeärzte und die katholischen Dernbacher Schwestern betrieben über 60 Jahre die Hauskrankenpflege und arbeiteten als „Bewahrschulschwestern“ (Kindergartenschwestern). Seit 1818 (bis 1934) hatte Sossenheim wie im ganzen Herzogtum Nassau ehrenamtliche Armenpfleger, die dem Fürsorgebezirksvorsteher in Höchst unterstanden und effizient mit Musterformularen Sozialfürsorge betrieben mit Übernahme Krankenkosten bis Lebensmittelhilfe und Familienunterstützung auch in einem örtlichen Armenhaus. 1928 wurde Sossenheim mit etwa 4.800 Einwohnern zu Frankfurt eingemeindet.

### Nach dem Zweiten Weltkrieg
Nach dem Zweiten Weltkrieg wandelte sich das Dorf durch den Bau von Großsiedlungen: Im Westen die Henry-Dunant-Siedlung, nordwestlich vom Ortskern die Robert-Dißmann-Siedlung, an die sich östlich die Carl-Sonnenschein-Siedlung anschließt sowie die wiederum südlich von dieser gelegene Otto-Brenner-Siedlung. 1993 kam eine weitere Großsiedlung auf dem Gelände einer ehemaligen Großmolkerei (MoHa) dazu, der sogenannte Westpark, so dass die Einwohnerzahl auf über 15.000 seither stieg. „Silicon Sossenheim“ wird das Gewerbegebiet an der Wilhelm Fay Straße seit 1985 mit seinen 8 Cloudfabriken und über 20 Großfirmen wie Deutsche Bank, IBM, Telekom, Porschezentrum (in Bau) genannt, worüber bei den Sossenheimern keine große Freude aufkommt. Seit über 20 Jahren tägliche Staus an den Autobahnen A 66 und A 648 zum Gewerbegebiet. Hier ist die A 66 achtspurig und gehört zu den meistbefahrenen Autobahnabschnitten in ganz Deutschland. Die Aufnahme in den Lärmaktionsplan 3. Runde zeigt zu wenig Ergebnisse sagen die Lokalpolitiker und die örtliche Bürgerinitiative.

## Bevölkerung
Sossenheim hatte Ende Dezember 2022 16.245 Einwohner. Sossenheim ist aus einem sogenannten „Straßendorf“ entstanden und hat dadurch kein historisch gewachsenes Zentrum. Das heutige Sossenheim wird geprägt durch seine Siedlungsbauten aus den 1960er- bis 1970er-Jahren mit einem hohen Migrationsanteil.
Sossenheim wurde Ende 2017 in das Bund-Länder-Programm „Soziale Stadt“ aufgenommen. Historisch aus einem Straßendorf entstanden, fehlt Sossenheim ein klassischer Ortskern mit entsprechender Versorgungsinfrastruktur. An den Randlagen des ursprünglichen Siedlungsbereichs wurden in den 1960er- und 1970er-Jahren im Zuge des geförderten Wohnungsbaus satellitenartig insgesamt vier Großwohnsiedlungen errichtet, welche die bauliche und soziale Struktur des Stadtteils bis heute maßgeblich prägen. Die Neue Heimat baute 1961 die Henri-Dunant-Siedlung und 1975 die Robert Dißmann-Siedlung und Mietshochhaus Dunantring trotz Bürgerprotest 1963 immer ohne Verkehrsanbindung mit ausreichend Parkplätzen, Spielplätzen, Kindergärten, Schulen. Schon 1962 beschrieb die Zeit: „Trostlose, langweilige Siedlung aus phantasielos aufgereihten Häusern“ und kritisierte die schlechte Planung und Bauausführung. Dazu kam 1985 der Konkurs der Neuen Heimat mit Verkauf Dunantsiedlung mit folgendem Bürgerprotest, worüber die Hessenschau 26.09.1985, 16.11.1985 und 26.11.1985 mehrfach berichtete. Auch die 2. Siedlung der Neuen Heimat mit 330 Sozialwohnungen wurde zum sozialen Brennpunkt und nach Konkurs der NH in heruntergekommenem Zustand verkauft. Diese „Schrottimobilien“ mit Eigentumswohnungen wurden dann unter dem Namen „Schöne Aussicht“ auch als Altersvorsorge verkauft. Die NH hat die Verslummung in Kauf genommen und eine Eigentümerinitiative konnte den finanziellen Ruin abwenden.
Insbesondere diese monofunktionalen Schlafsiedlungen zeichnen sich seit Jahrzehnten durch eine soziale Entmischung aus, die zu einer Konzentration einkommensschwacher Haushalte geführt hat. Arbeitslosigkeit, Altersarmut, ein hoher Anteil an Alleinerziehenden sowie eine geringe Frauenerwerbstätigkeit und Bildungsbeteiligung der Kinder gehören hier zum Alltag. Hinzu kommt eine hohe Internationalität der Bewohnerschaft mit besonderen Anforderungen an die sprachliche, wirtschaftliche und soziale Integration.
Neben den Problemen der Sozialstruktur mangelt es in Sossenheim auch an einer ausreichenden Versorgungs- und Verkehrsinfrastruktur gemessen an einem 16.000 Einwohner zählenden Stadtteil. Auch die Aufenthaltsqualität im öffentlichen Raum bleibt hinter dem Potenzial zurück, so dass sich kaum Kristallisationspunkte für das öffentliche Leben ergeben.
Durch das Programm „Soziale Stadt“ soll die positive Entwicklung des Stadtteils fördern, um die Lebensqualität nachhaltig zu verbessern. Mit dem kommunalen Förderprogramm „Soziale Stadt Sossenheim“ wurde ein Quartiersmanagement eingesetzt. 2021 begann die Umsetzung des Programms mit der Neugestaltung der Spielplätze, Renovierung und Sanierung der Mietshäuser der Henri-Dunant-Siedlung und dem Einsatz von Geothermie zur Beheizung der Siedlung.
Ein Wahrzeichen Sossenheims ist der Faulbrunnen. Der Brunnen, der bereits im 19. Jahrhundert bekannt war, wurde 1926 als „Sossenheimer Sprudel“ gefasst. Durch Schwefelwasserstoffe im Wasser riecht das Wasser nach Fäulnis und ist daher als Trinkwasser ungeeignet, wird aber vereinzelt als Heilwasser getrunken. Im benachbarten Bad Soden am Taunus besteht eine Vielzahl weiterer solcher Heilquellen.
Dem Faulbrunnen gegenüber befindet sich das ehemalige Rathaus, ein klassizistischer Sandsteinbau.
An das Leben der Juden bzw. Verfolgten in Praunheim während des Nationalsozialismus erinnern zwei Stolpersteine.
Zu Sossenheim gehörend und idyllisch zwischen Kleingärten und Agrarflächen im Sossenheimer Unterfeld gelegen befindet sich die Mitte des 20. Jahrhunderts erbaute Siedlung Im Mittleren Sand, welche die Frankfurter Rundschau 2008 in einer Serie zu Frankfurts ungewöhnlichen Wohnorten zählte.

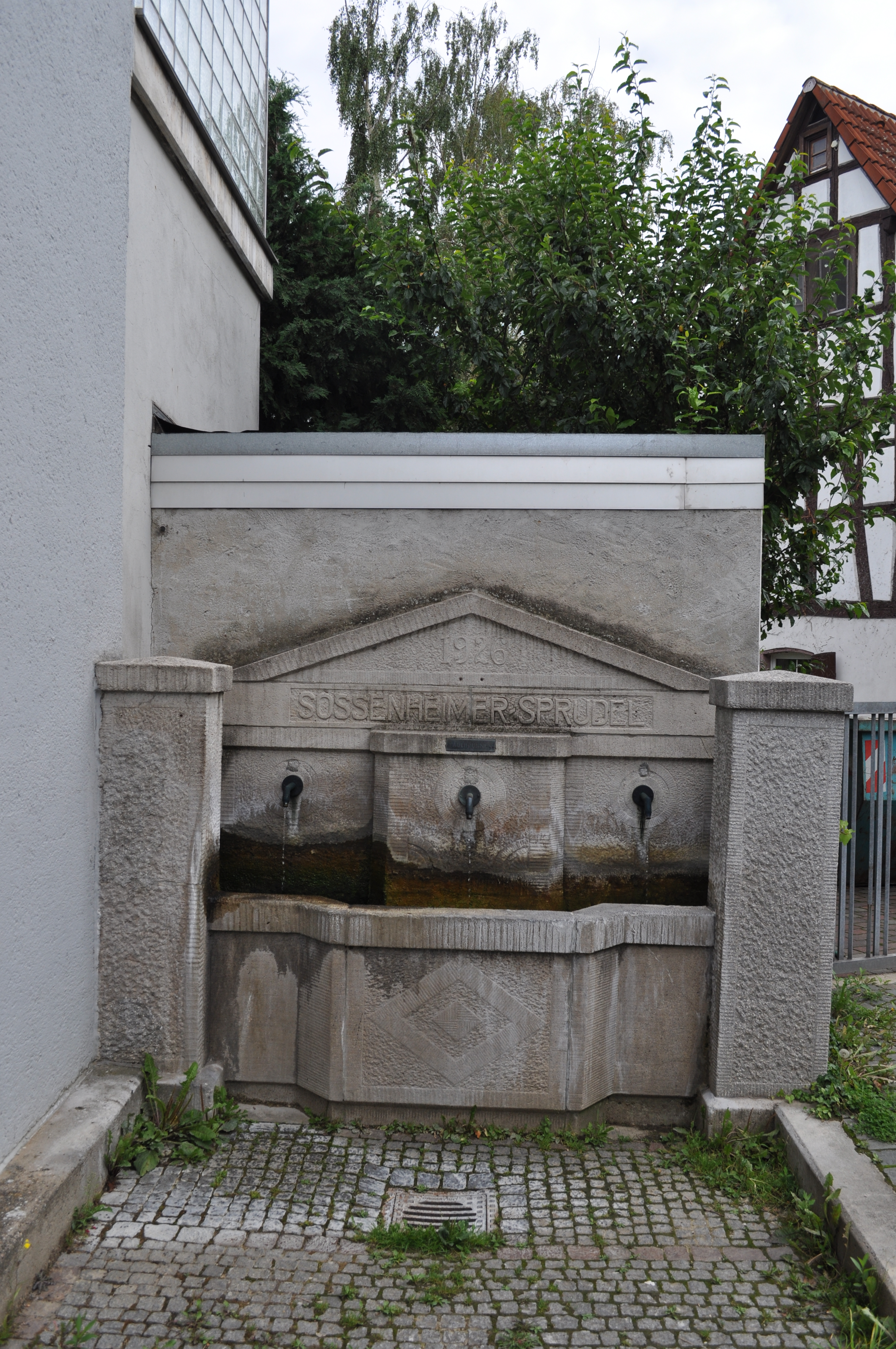
Faulbrunnen
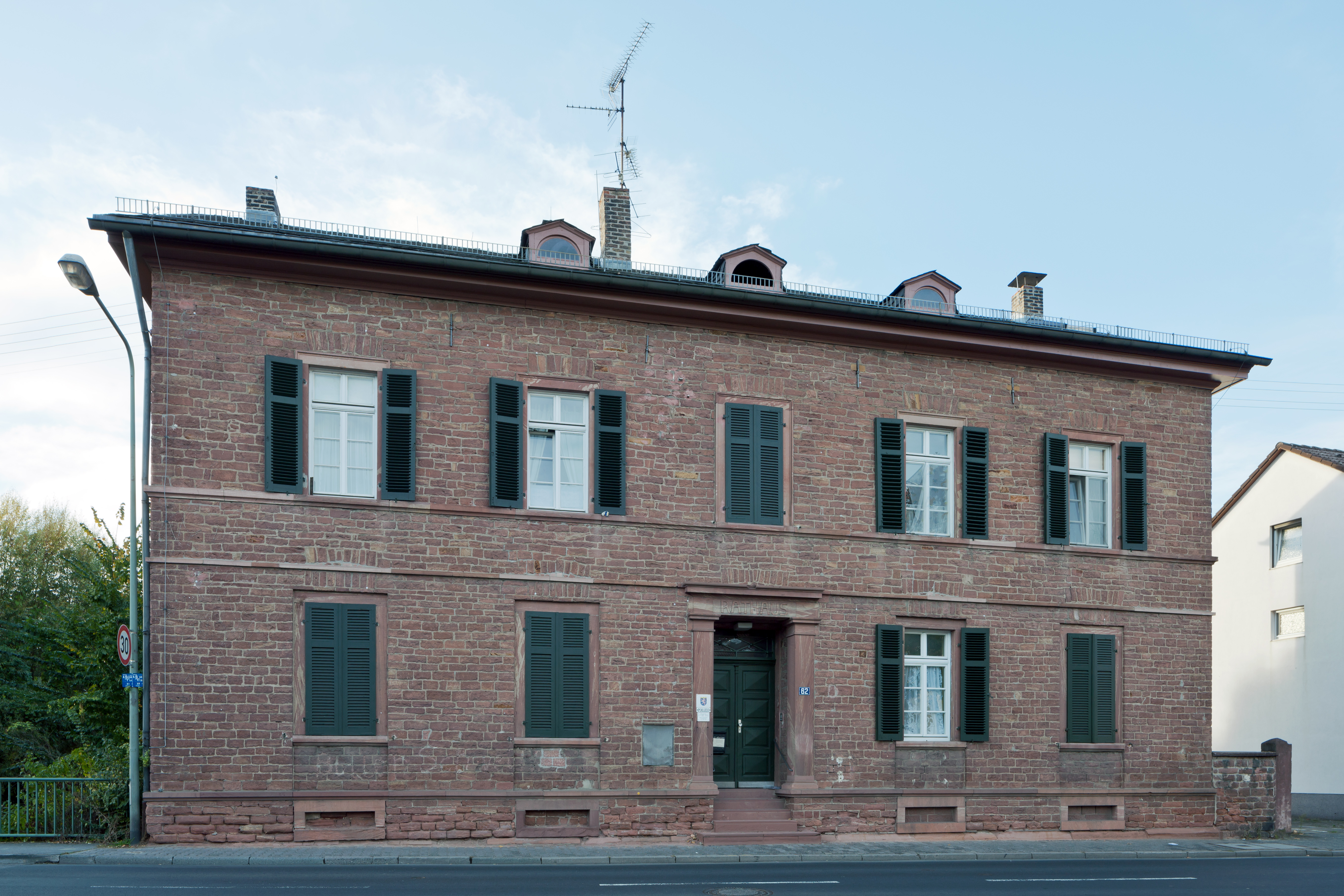
Rathaus
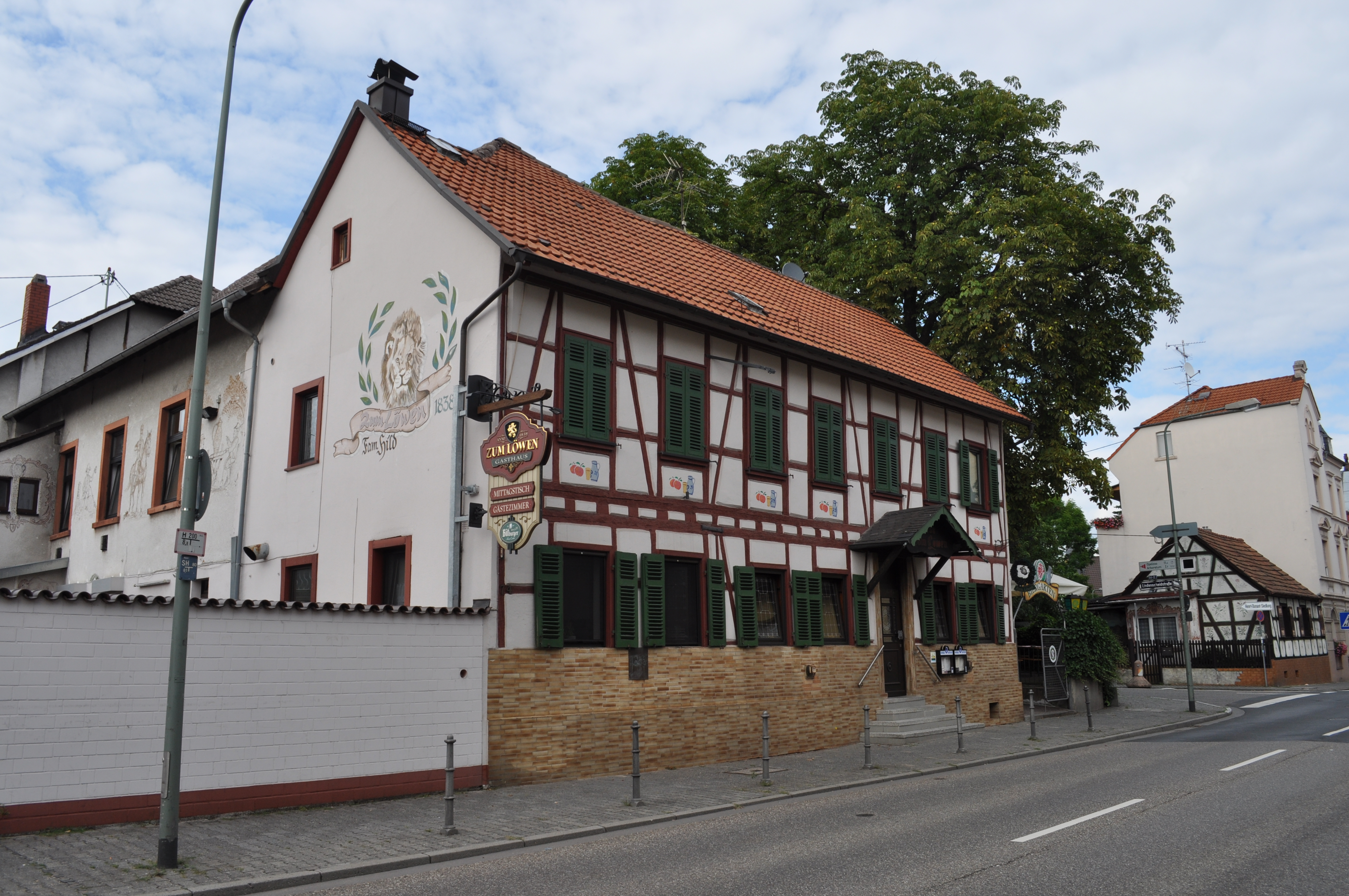
Zum Löwen

## Religion

### Katholische Kirche
Bereits seit der urkundlichen Ersterwähnung Sossenheims im Jahre 1218 gab es eine Kapelle, die dem Heiligen Nikolaus geweiht worden war. Der 1582 erfolgte Kapellenneubau wurde 1706 dem Erzengel Michael geweiht. Weitere Neubauten erfolgten 1829 und zuletzt 1967 im Rahmen des Bevölkerungszuwachses der Katholischen Pfarrgemeinde St. Michael, Sossenheimer Kirchberg 2. Seit jeher ist der Kirchberg der Mittelpunkt des Ortes, auf dem auch heute noch der um 1300 erbaute gotische Kirchturm hervorragt. Seit 1755 hat Sossenheim eine zweit katholische Kirche, die Nothelferkapelle an der Kurmainzerstraße (Neubau 1850).

### Nothelferkapelle

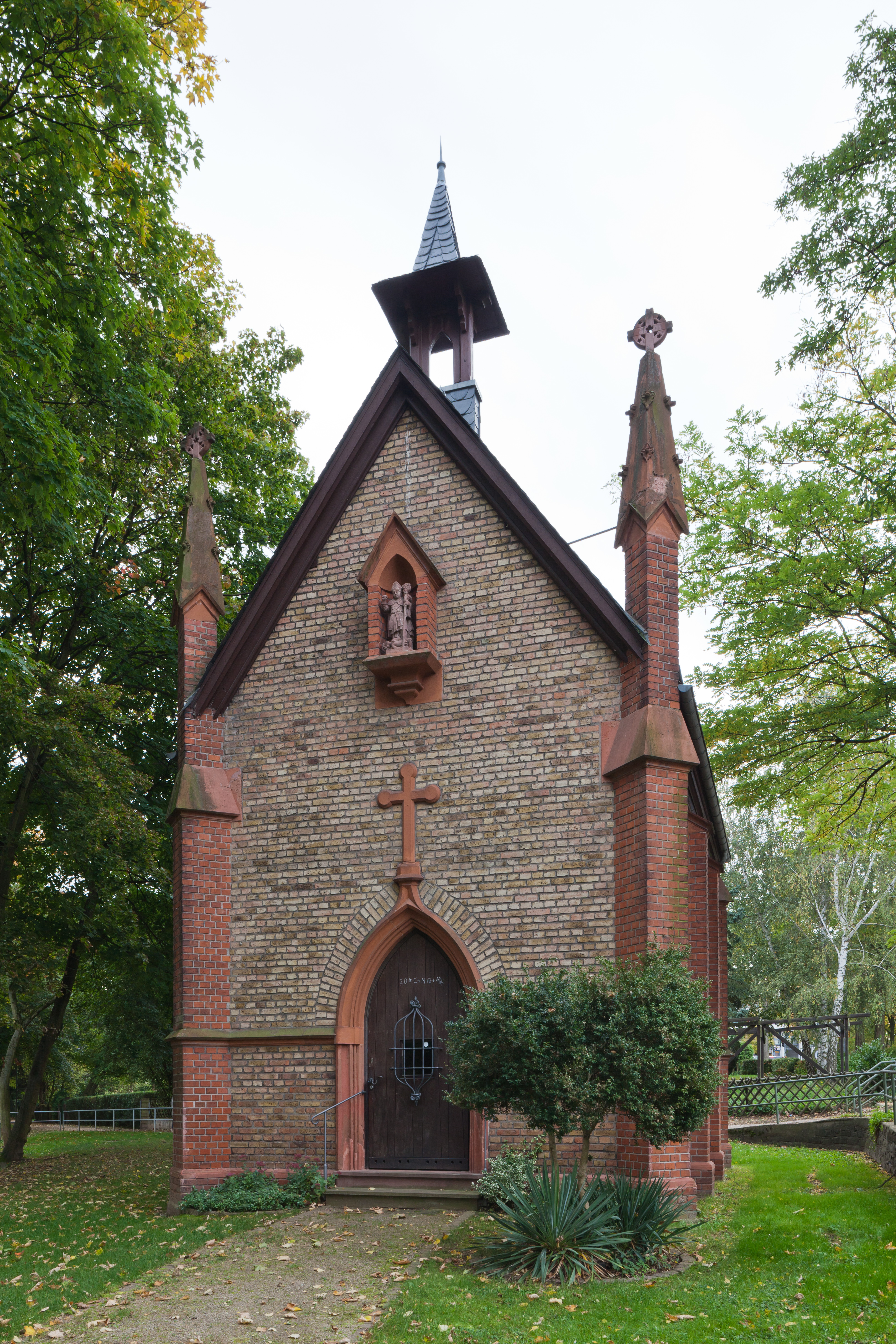
Nothelferkapelle am Kapellenberg

Die Nothelferkapelle am Ortsausgang Richtung Höchst wurde 1755 erstmals unter Pfarrer Johann Peter Becker errichtet. 1883 erfolgt durch Pfarrer Jakob Mitnacht unter der Mithilfe vieler Bürger des Stadtteils der Wiederaufbau in neugotischem Stil. Sie dient als Flurkapelle bei Prozessionen und zur Anrufung der 14 Nothelfer.

### Evangelische Kirche

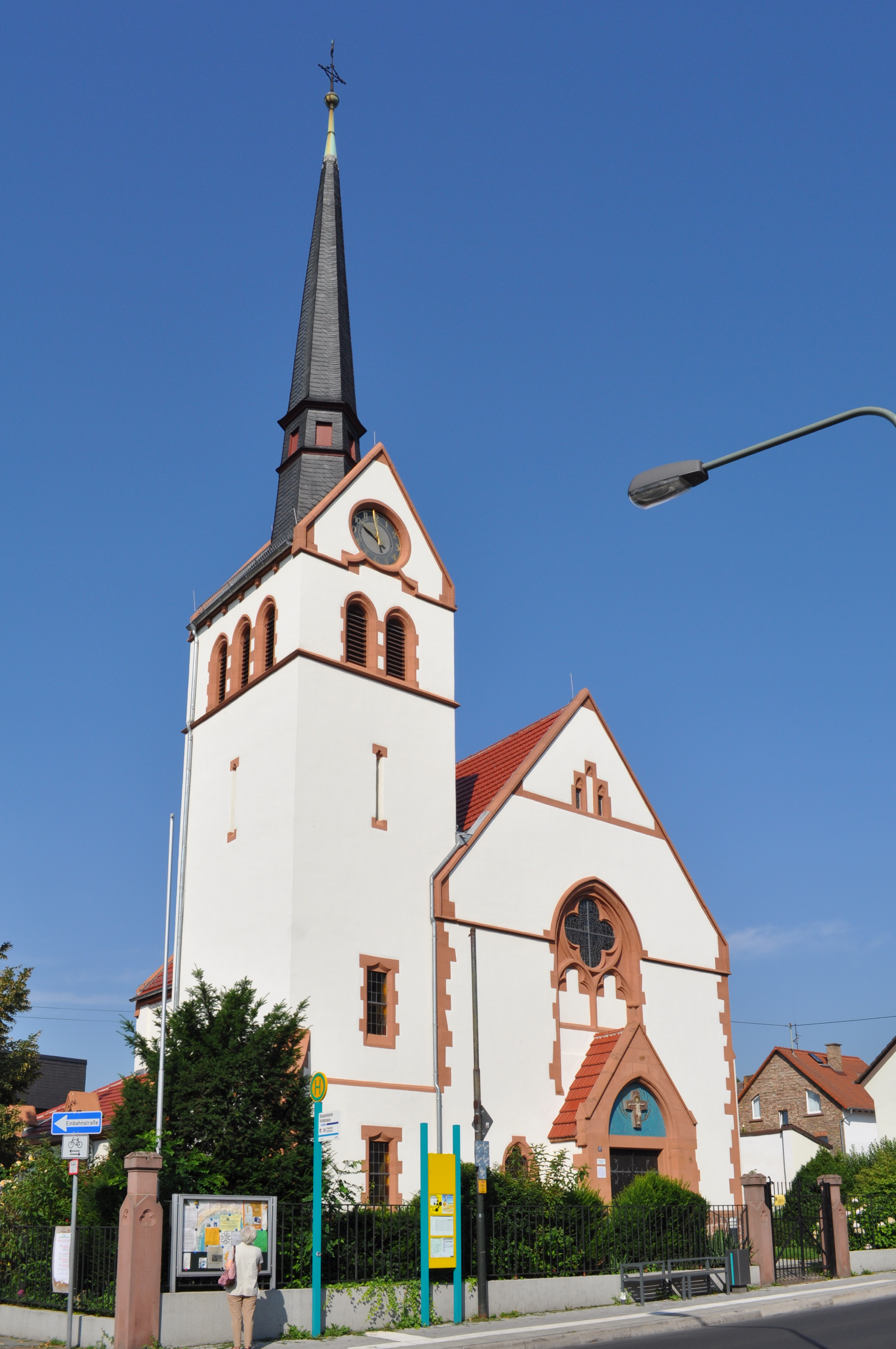
Evangelische Kirche

Seit dem Ende des 19. Jahrhunderts zogen zunehmend auch evangelische Einwohner nach Sossenheim, vorwiegend Arbeiter und Angestellte der nahen Farbwerke Hoechst. 1897 wurde der Grundstein für die Evangelische Kirche gelegt. Der Architekt des heute denkmalgeschützten Hauses war Ludwig Hofmann. 1904 wurde die evangelische Gemeinde Sossenheims selbstständig. 1906 wurden ebenfalls mit Unterstützung der örtlichen Ziegeleien das Pfarrhaus und die Kleinkinderschule errichtet Heinz Hupfer: Sossenheim – gestern und heute. Aus der Geschichte eines Frankfurter Stadtteils 2. Auflage Eigenverlag, 2022, (DNB 1255322284) S 198 ff. 1998 bildete sich die heutige Regenbogengemeinde in Sossenheim aus der Tiberias- und der Dunantgemeinde. Bis 2012 bestanden daher zwei Gemeindehäuser: Das Haus Tiberias neben der Kirche und das 2012 abgerissene Haus Dunant in der Dunantsiedlung. Letzteres Gelände wird derweil mit einem neuen Kinderhaus bebaut.

### Südkoreanische buddhistische Hanmaunkirche
Seit 2018 hat Sossenheim eine vierte Kirche in Sossenheim: die südkoreanische buddhistische Hanmaum-Kirche im Gewerbegebiet Sossenheim Ost in der Leonhard-Heißwolf-Straße 5. 2018 wurde die Kirche erbaut. Die Hanmaum-Gemeinde hat ein 6.000 Quadratmeter großes Grundstück gekauft für das zweistöckige Gemeindezentrum. Der Hauptsaal bietet 670 Personen Platz. „Hanmaum“, heißt die Gemeinde, auf Deutsch: „ein Herz“, „Einigkeit“. Jeden Sonntag strömen über die Gemeindemitglieder in die drei Gottesdienste und in die Sonntagsschule, sagt Pfarrer Chan Kyu Lee, der dienstälteste unter den fünf Pfarrern.

### Friedhof
Auf dem Sossenheimer Friedhof in der Siegener Straße 54 von 1885 sind 13 Ehrengräber und 110 Kriegs- und 158 Zwangsarbeitergräber. Eines der Ehrengräber ist das des durch zahlreiche Porträts und Gemälde zur Frankfurter Schirn bekannte Maler Wilhelm Runze (1887–1972). Ein weiteres ist für die katholische Widerstandskämpferin Juliane Kinkel. Der Sossenheimer Friedhof in der Kurmainzer Straße 70 von 1885 war zunächst der erste Höchster Friedhof auf enteignetem Sossenheimer Gebiet bis 1924. Seitdem liegt er auf Sossenheimer Gebiet und hat 44 denkmalgeschützte Gräber und 160 Zwangsarbeiter- und Kriegsgräber.

## Verkehr

### Öffentlicher Personennahverkehr und Schieneninfrastruktur

#### Omnibus
Per Bus ist der Stadtteil über Rödelheim (M55), Höchst (50, M55, 56, 58), dem Uni-Standort Bockenheim bzw. der Frankfurter Messe (50) und Eschborn (56, 58) zu erreichen. Der M55 fährt 24 Stunden, per Bahn ab Höchst oder Bad Soden/Sulzbach mit der RB 11. Bis zum Frankfurter Hauptbahnhof dauert es ca. 30 Minuten. Daneben besteht eine direkte Busverbindung zum internationalen Frankfurter Flughafen.

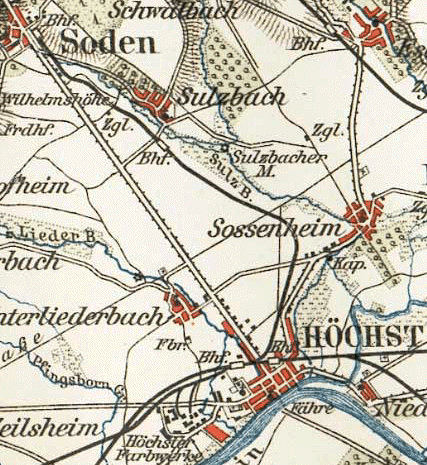
Sossenheim und die Sodener Bahn im Jahr 1893

#### Haltepunkt Sossenheim

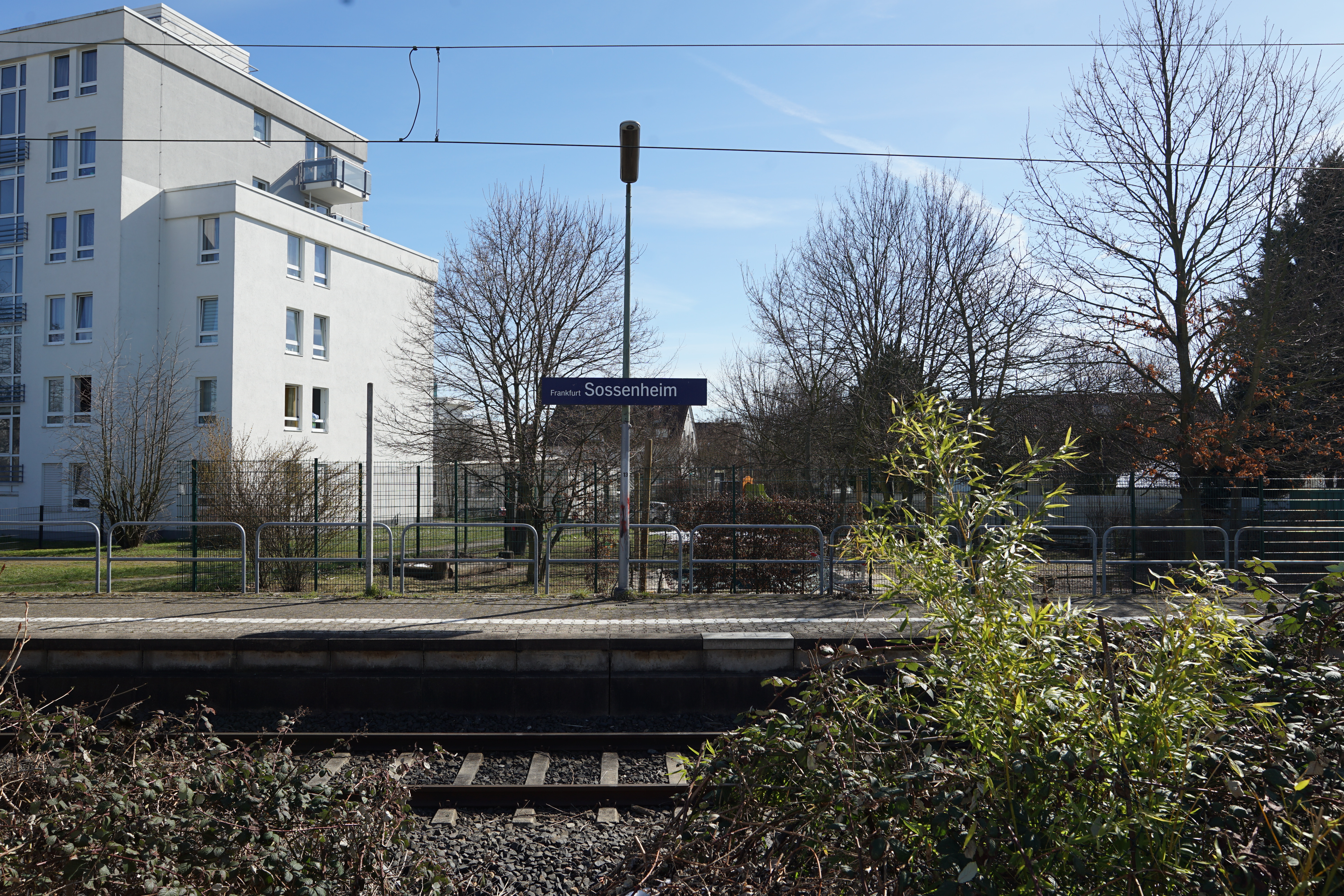
Bahnhaltepunkt Frankfurt-Sossenheim an der Sodener Bahn

Am südwestlichen Rand des Stadtteils liegt der Haltepunkt der Sodener Bahn. Die Höchst-Sodener Bahnlinie war 1847 die zweite als Stichstrecke errichtete Nebenbahnlinie auf dem Gebiet des heutigen Deutschlands. Einen richtigen Bahnhof gab es hier nie, auch wenn der gleichlautende Name der Busstation dies vermuten ließe, sondern lediglich einen Haltepunkt. Die 1893 veröffentlichte Karte in Meyers Konversations-Lexikon verzeichnet noch keine Station an der Sodener Bahn, deren Gleise seinerzeit weit westlich des damaligen Ortes verliefen. 1914/15 wurde ein mehrteiliges Empfangsgebäude errichtet, das von der Ostseite betreten wurde, um in einen 8 m² großen Vorraum zu gelangen. Linker Hand ging es nun in den rund 28 m² großen, eigentlichen Wartesaal. Gegenüber dem Eingang befand sich der Fahrkartenschalter, ein Fenster zum rund 16 m² großen Dienstraum. Heute befindet sich hier lediglich ein schmuckloser Windschutz aus Beton für die täglichen 37 Züge in beide Richtungen.
Die Bahnstation Sossenheim wird heute von der Regionalbahnlinie 11 (früher 13) bedient. Von 1979 bis 1997 verkehrte dort die S-Bahnlinie S3 mit elektrischer Kraft. Mehr als zwei Jahrzehnte lang fuhren Dieseltriebwagen der Typen VT 2E und LINT 41 der Hessischen Landesbahn unter der Oberleitung, später verkehrten dort eine kurze Zeit lang elektrische Züge vom Typ Alstom Coradia Continental.
Am 1. April 2023 übernahm die Regionalverkehre Start Deutschland, eine Tochter der DB Regio, den Betrieb auf der Strecke. Die Fahrzeugflotte wurde vorübergehend durch fabrikneue Fahrzeuge des Typs LINT 41 ersetzt, die von der Hessischen Landesbahn angemietet wurden. Ab Herbst 2023 sollte der Wechsel auf wasserstoffbetriebene Fahrzeuge vom Typ iLint erfolgen. Diese sollten im Industriepark Höchst mit Wasserstoff betankt werden und vom RMV beschafft werden.
Lieferverzögerungen bei den neuen Wasserstoffzügen und Personalnot führten regelmäßig zu Schwierigkeiten bei der Aufrechterhaltung des Betriebs. Daraufhin wurde die RB 11 ab dem 25. September 2023 vorübergehend von der S-Bahn Rhein-Main betrieben. Zum Fahrplanwechsel am 10. Dezember 2023 übernahm die Regionalverkehre Start Deutschland wieder den Betrieb der RB11. Allerdings kam es erneut zu Ausfällen. 
Ab dem 29. März 2024 wurde der Betrieb komplett eingestellt, der Verkehr auf Schienenersatzverkehr (SEV) mit Bus umgestellt, wegen Bauarbeiten für die geplante Regionaltangente West (RTW, siehe weiter unten). Seit dem Fahrplanwechsel am 15. Dezember 2024 ist auch der SEV und damit die RB 11 endgültig Geschichte: Das bisherige Angebot wurde durch eine Direktverbindung mit einer neuen Expressbuslinie X11 im Regelbetrieb ersetzt. Nach Einschätzung der RTW-Betreibergesellschaft werden ab Ende 2028 wieder Züge auf der Sodener Bahn verkehren und somit auch in Sossenheim.

##### Regionaltangente West
Die Strecke wird ausgebaut; über ein Teilstück davon soll die geplante Regionaltangente West verkehren. Außer dem bereits bestehenden Sossenheimer Haltepunkt ist jeweils eine Station an der Dunantsiedlung sowie in der Nähe des historischen Ortskerns angedacht; geplant ist letztere Station am Ende der Michaelstraße. Eine Bürgerinitiative aus dem Stadtteil kämpft gegen den Verlauf der Strecke auf Sossenheimer Gebiet. Aufgrund der steigenden Zugdichte gibt es Befürchtungen, die Straße Sossenheimer Weg nach Unterliederbach könne zur „Halbtags-Sackgasse“ werden.

#### Moha- Rangierbahnhof
1951 wurde östlich der Bahnstation die Großmolkerei Moha eröffnet, auf deren Gelände sich ein mehrgleisiger Rangierbahnhof befand. Hier wurden Kesselwagen umgeschlagen, die teils sogar aus dem Oldenburger Land nach Sossenheim transportiert wurden. 1985 wurde der Betrieb eingestellt.

#### Weitere Anschlüsse
Das Gewerbegebiet Wilhelm-Fay-Straße im Norden ist neben der Buslinie 56 über die Station Eschborn-Süd an das S-Bahn-Netz angeschlossen (S3, S4).

### Straße

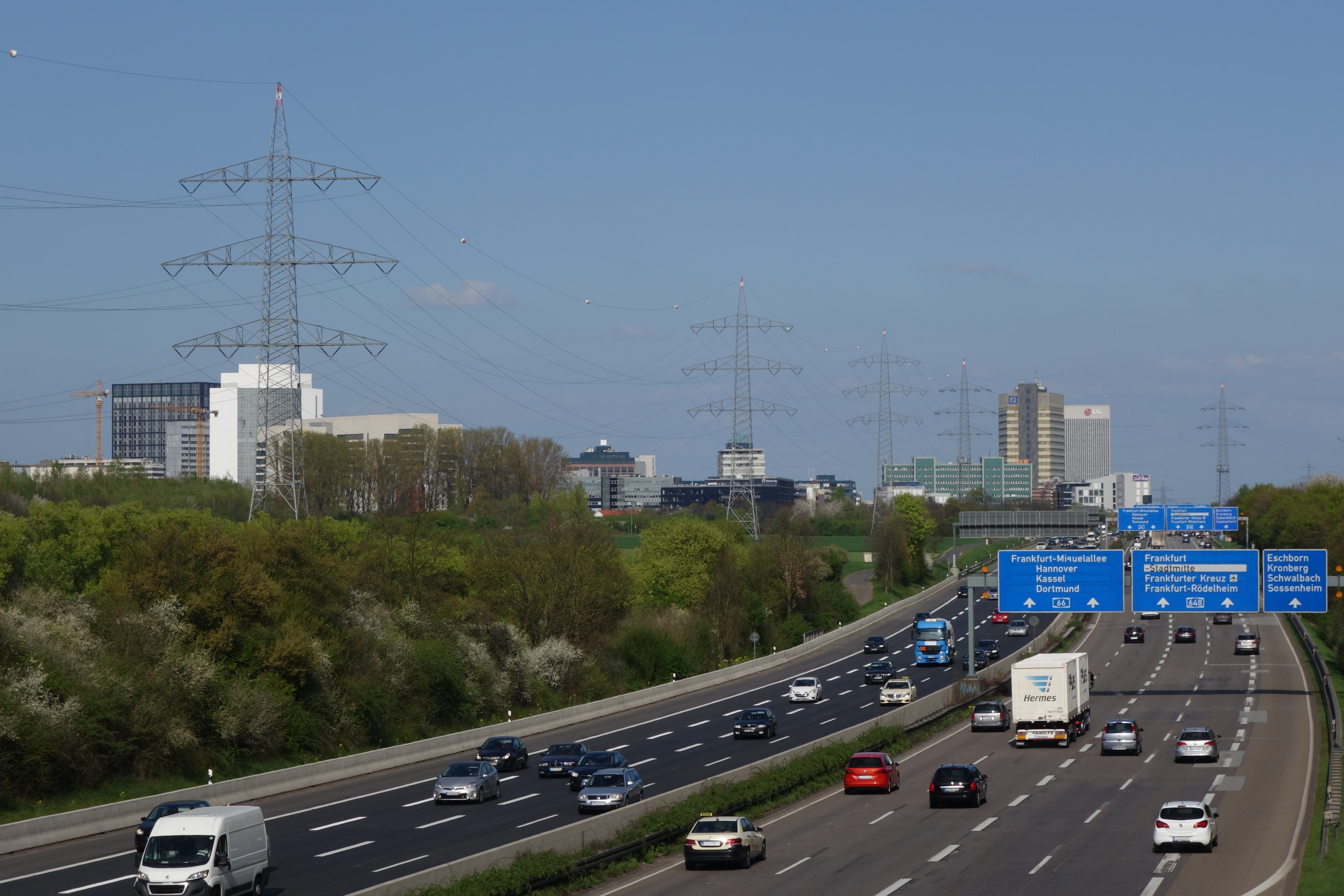
A 66 kurz vor der Anschlussstelle Eschborn samt Abfahrt nach Sossenheim (rechts); mittig die Ausfädelung zur A 648 des folgenden Eschborner Dreiecks; links im Hintergrund Bürohäuser des Eschborner Gewerbegebiets.

Sossenheim verfügt über Anschlussstellen zu den Autobahnen 66 und 648; entlang der östlichen Grenze der Gemarkung verläuft die A 5.

## Sport

### Sportgemeinschaft Sossenheim 1878
Die Sportgemeinschaft Sossenheim 1878 e. V. ist ein lokaler Sportverein. Er bietet verschiedene Sportarten, auch in eigenen Räumlichkeiten, mit eigenem Fußballplatz an. Internationale Erfolge verbuchte die Tanzsportabteilung des Vereins bei der Weltmeisterschaft der International Dance Organization 2022 in Slowenien in den Kategorien Jazz-, Modern- und Contemporary Dance mit unter anderem zwei Weltmeistertiteln und zwei Platzierungen unter den Top fünf.

### RV Sossenheim 1895
Aus dem Radsportverein RV Sossenheim 1895 e. V. gehen zahlreiche Profis hervor, wie z. B. Christian Werner, Fabian Wegmann, Matthias Kessler oder Kai Hundertmarck.

## Regelmäßige Veranstaltungen

### Gebrüder-Moos-Gedächtnisrennen
Der Radsportverein RV Sossenheim veranstaltet bereits seit vor 1962 alljährlich an Fronleichnam ein Radrennen mit wechselnden Namen, zuletzt das Gebrüder-Moos-Gedächtnisrennen.

### Kerb
Traditionell wird alljährlich die Kerb gefeiert, mit Kerbefrühschoppen und Vergnügungspark auf dem Sossenheimer Kerbeplatz.

### Michaelstraßenfest (vormals Mühlgassenfest)
Regelmäßig im Sommer findet in Sossenheim ein Straßenfest statt, zuletzt in der Michaelstraße und auf dem Sossenheimer Kirchberg. Sein direkter Vorläufer ist das Mühlgassenfest, das 2003 sein 25-jähriges Bestehen feierte.

### Sossenheimer Musiksommer
Seit 1999 findet alljährlich der Sossenheimer Musiksommer auf dem Kirchberg statt, dessen 15-jähriges Bestehen 2003 gefeiert wurde.

### Speierlingsfest
2014 fand erstmals das Speierlingsfest des Kultur- und Förderkreises Sossenheim in den Sulzbachwiesen statt.

### Weihnachtsmarkt
Seit vielen Jahren wird am ersten Advent auf dem Sossenheimer Kirchberg ein Weihnachtsmarkt veranstaltet.

## Söhne und Töchter Sossenheims
- Juliane Kinkel (1892–1986), deutsche Widerstandskämpferin und Mitglied der Katholischen-Arbeitnehmer-Bewegung (KAB) Katholische Christin im Widerstand
- Wilhelm Fay (1911–1980), ehemaliger Bürgermeister von Frankfurt am Main
- Heini Noß (* 15. Juli 1921; † 27. Januar 1969), ehemaliger Radrennsportler[42]
- Theo Intra (1930–1981), ehemaliger Radrennsportler
- Hans Zürn (1936–2020), Schauspieler
- Eberhard Thust (* 1947), Box-Promoter und Buchautor
- Robert Lange (1947–2000), Radrennsportler und Bahnradsport-Bundestrainer
- Markus Löffel (1966–2006), bekannt u. a. als Mark Spoon von Jam & Spoon
- Andreas Möller (* 1967), Fußballspieler und Trainer
- Uwe Serke (* 1968), Politiker (CDU), Landtagsabgeordneter
- Vito Vendetta (* 1981), Profiboxer und Rapper

## Trivia
Der Karikaturist Chlodwig Poth, der seit 1990 in Sossenheim lebte, dokumentierte bis zu seinem Tod im Jahr 2004 das wilde Architekturgemisch des Stadtteils in der Bilderreihe Last Exit Sossenheim. Die Serie erschien allmonatlich in der Satirezeitschrift Titanic. Vor dem Hintergrund wiedererkennbarer Sossenheimer Schauplätze zeichnete er anonyme Zeitgenossen und schrieb ihnen zeittypische Gedanken und Dialoge zu. Wie er selbst erklärte, kamen ihm die Ideen dazu oft auch aus Gesprächsfetzen, die er in der Nachbarschaft einfing oder bei Busfahrten mithörte beziehungsweise mithören musste. Dem Andenken an Poth ist die Chlodwig-Poth-Anlage im Sossenheimer Unterfeld südlich des Ortsrandes gewidmet. Vor Ort sind zwei Bilderfolgen des Zeichners auf Bild-Stelen dauerhaft ausgestellt.